# 梅爾斯巴赫河 (維利希巴赫河支流)
50°43′56.40″N 7°11′21.03″E / 50.7323333°N 7.1891750°E
梅爾斯巴赫河（德語：Mersbach），是德國的河流，位於該國西部，處於北萊茵-威斯特法倫州，屬於維利希巴赫河的右支流，河道全長0.7公里，流域面積0.2平方公里。